# نيد فور سبيد: أندرجراوند 2
نيد فور سبيد: أندرجراوند 2 (بالإنجليزية:Need for Speed: Underground 2) ويختصر بـ (NFSU2 أو NFSUG2) ، هي لعبة إلكترونية من نوع سباق السيارات، أنتجت من قبل شركة إلكترونيك آرتس سنة 2004 ، وتعمل لأنظمة ألعاب فيديو وهي جيم بوي أدفانس و جيم كيوب و نينتندو دي إس و ويندوز و بلاي ستيشن 2 و إكس بوكس.

## قائمة الأغاني
تتوفر قائمة الأغاني للعبة نيد فور سبيد وهي :
1. سنوب دوغ feat. دورز - "Riders on the Storm (Fredwreck Remix)"
2. Capone - "I Need Speed"
3. شنجي - "I Do"
4. Sly Boogy - "That'z My Name"
5. إكسزيبيت - "LAX"
6. تيرور سكواد - "Lean Back"
7. Fluke - "Switch/Twitch"
8. كريستوفر لورانس - "كريستوفر لورانس"
9. Felix da Housecat - "Rocket Ride (Soulwax Remix)"
10. Sin - "Hard EBM"
11. Freeland - "Mind Killer (Jagz Kooner Remix)"
12. بول فان ديك - "Nothing But You (Cirrus Remix)"
13. Sonic Animation - "E-Ville"
14. Killing Joke - "The Death & Resurrection Show"
15. Rise Against - "Give it All"
16. Killradio - "Scavenger"
17. The Bronx - "Notice of Eviction"
18. Ministry - "No W"
19. Queens of the Stone Age - "In My Head"
20. Mudvayne - "Determined"
21. سبتمبر - "I am Weightless"
22. Helmet - "Crashing Foreign Cars"
23. Cirrus - "Back on a Mission"
24. Spiderbait - "Black Betty"
25. Skindred - "Nobody"
26. Snapcase - "Skeptic"
27. Unwritten Law - "The Celebration Song"

## وصلات خارجية
- نيد فور سبيد: أندرجراوند 2 على موقع IMDb (الإنجليزية)

- Need for Speed: Underground 2 على مشروع الدليل المفتوح